# چبنیکا
چبنیکا (به لاتین: Trzebnica) یک شهر در لهستان است که در Gmina Trzebnica واقع شده‌است.

## خصوصیات
چبنیکا ۸٫۳۶ کیلومترمربع مساحت و ۱۲٬۱۸۰ نفر جمعیت دارد.

## خواهرخوانده
شهرهای کیتسینگن و لوکوروتوندو خواهرخوانده‌های چبنیکا هستند.